# 芹ヶ谷公園
芹ヶ谷公園（せりがやこうえん）は、東京都町田市にある町田市立の都市公園（特殊公園）。園内の南側に町田市立国際版画美術館がある。

## 概要
1982年（昭和57年）に公園西側の第一期部分（面積約4ha）が開園。その後は公園東側の拡張整備を行い、1991年（平成3年）に公園東側の第二期部分（面積約7ha）が開園した。2001年（平成13年）には公園東側にあったひだまり荘周辺の一部を含めた部分に公園区域を拡大。さらに、2018年（平成30年）10月からは公園北側（面積約2.4ha）で拡張工事が進められ、2019年（令和元年）10月に芹ヶ谷公園グラウンドと冒険遊び場前駐車場が先行オープンし、2020年（令和2年）3月には同拡張区域が全面開園した。
公園は町田駅から程近いところに位置し、北側では小田急小田原線と面している。敷地は原町田のほか、南大谷、高ヶ坂が入り組んでいる。毎年桜の開花時期には「まちださくらまつり」が行われるほか、毎年10月には流鏑馬・砲術演武などを披露する「町田時代祭り」が開催される。
虹と水の広場には、ステンレスで造られた高さ16mの「彫刻噴水・シーソー（飯田善国作、1989年4月設置）」が設置されており、時間によって定期的に支柱の噴水から水が出る仕組みで、水の重みでシーソーが動くよう設計されている。この他、園内には「my sky hole 88-4（井上武吉作、1988年設置）」、「開かれた宇宙（高橋清作、1990年設置）」、「トキオコシ（平野杏子作、1990年5月設置）」といったモニュメントが設置されている。
2020年8月から、市のシティプロモーションの一環として、東京都内で初めてポケットモンスター（ポケモン）のキャラクターがデザインがされたマンホールの蓋「ポケふた」が園内各所に設置された。
2016年度に策定された芹ヶ谷公園再整備基本計画に基づき、工芸品を扱う美術館や体験型の施設を建設する「芹ヶ谷公園“芸術の杜”プロジェクト」が進行中で、2024年の発表では体験棟が2027年6月、工芸美術館が2027年9月、アートと出会いの広場が2028年12月に開館する予定である。
園の中央部において、町田都市計画道路3・4・11号停車場成瀬線（原町田大通り）の整備計画があり、2025年時点で町田街道と芹ヶ谷公園間の延長約520mで市が事業を進めている。将来的には同路線が多摩都市モノレールの導入空間となることが示されている。

### 沿革
- 1961年（昭和36年）10月5日 - 町田市が芹ヶ谷公園などを都市計画公園に決定[15]。
- 1982年（昭和57年）4月8日 - 一部開園（面積：約4ha）[1]
- 1987年（昭和62年）4月19日 - 園内に町田市立国際版画美術館が開館[16]。
- 1991年（平成3年）9月7日 - 東側エリアが開園（面積：約11ha）
- 1996年（平成8年） - 南口アプローチ園路が完成[17]。
- 2000年（平成12年）4月8日 - 公園予定地内にあった民家を譲り受け、ひだまり荘がオープン[18]。
- 2001年（平成13年）6月14日 -  ひだまり荘周辺の一部を含めた部分に公園区域を拡大（面積：約11.4ha）
- 2014年（平成26年）9月23日 - せりがや冒険遊び場がオープン[19]。
- 2019年（令和元年）10月1日 - 北側の拡張エリア内に芹ヶ谷公園グラウンドと冒険遊び場前駐車場が先行オープン[3]
- 2020年（令和2年）
  - 3月16日 - 北側の拡張エリアが開園し、新たに長さ約45mのすべり台を設置[4]。
  - 8月21日 - 都内で初めて、ポケモンマンホール「ポケふた」を園内に設置[9][10]。

## 主な施設
- 町田市立国際版画美術館

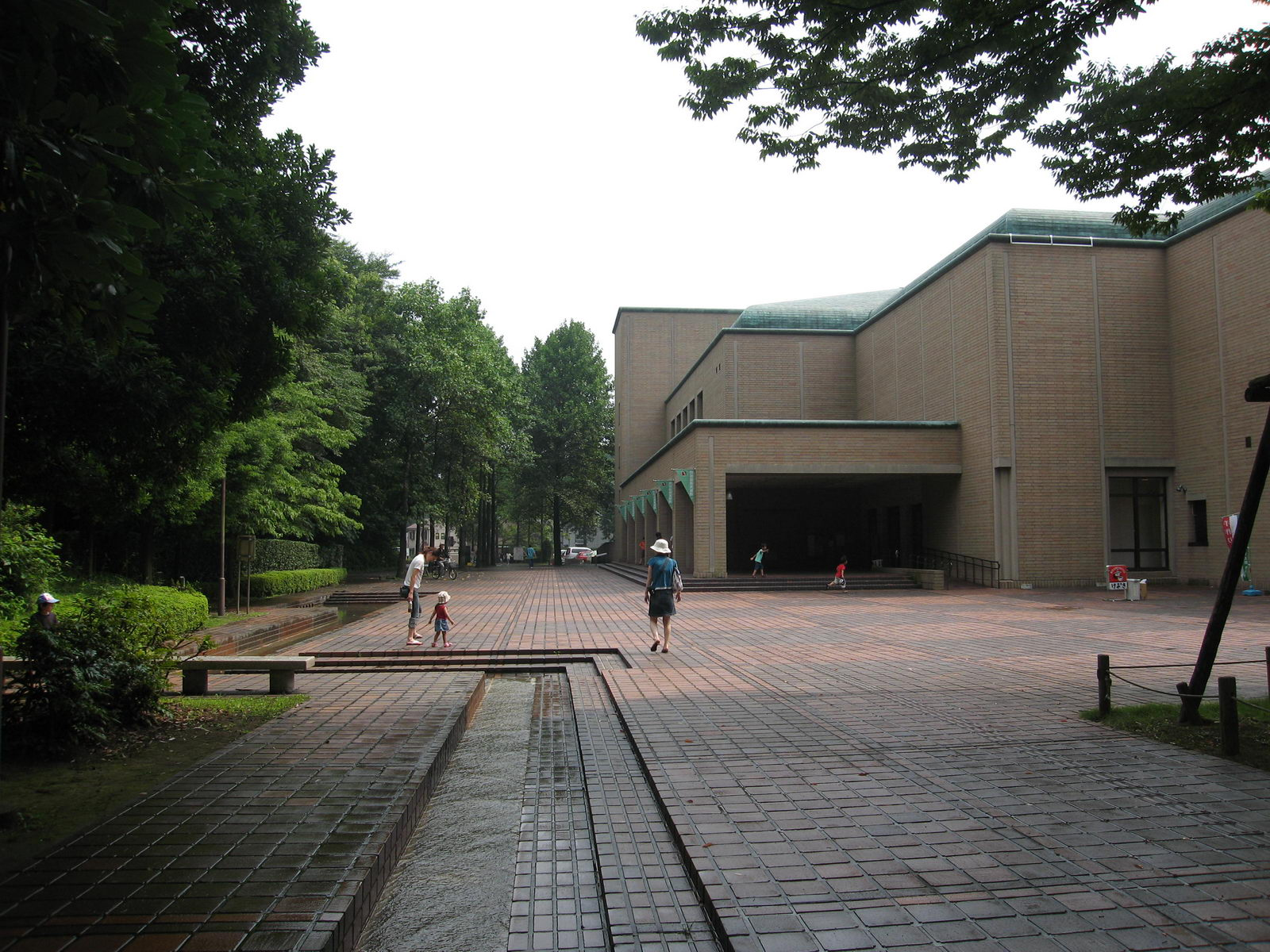
町田市立国際版画美術館

- 公園駐車場（第一駐車場、冒険遊び場前駐車場）
- 多目的広場
- 虹と水の広場
- アーチの泉
- 草地広場
- 芹ヶ谷公園グラウンド
- 芹ヶ谷ひだまり荘
- せりがや冒険遊び場（毎週水曜日から日曜日に開園[20]）

- ジャブジャブ池
- 大池
- 冒険広場
- 芝生広場
- 花見広場
- カキツバタ園
- 藤棚
- 花木園
- 自然保護林

## アクセス
年中無休だが、時期によって開園時間が異なる。入園料無料。
電車の場合
- 小田急小田原線・JR横浜線 町田駅から徒歩約13分。

自家用車の場合
- 国際版画美術館横（第一駐車場）と芹ヶ谷公園グラウンド近く（冒険遊び場前駐車場）にそれぞれ専用の有料駐車場（合計48台分）あり。